# Beat Meister
Beat Meister (Zúric, 22 de setembre de 1965) va ser un ciclista suís. Va destacar com amateur, i en el seu palmarès destaca la medalla al Campionat del Món en contrarellotge per equips de 1993. Va participar en els Jocs Olímpics de Barcelona.

## Palmarès en ruta
- 1986
  - 1r al Tour del Jura

## Palmarès en pista
- 1994
  -  Campió de Suïssa en Persecució per equips